# Krzysztof Kołomański
Krzysztof Marek Kołomański (Opoczno, Łódź, 16 de agosto de 1973) é um ex-canoísta de slalom polaco na modalidade de canoagem.
Foi vencedor da medalha de prata em slalom C-2 em Sydney 2000, junto com o seu colega de equipa Michał Staniszewski.